# Kathleen Booth
Kathleen Hylda Valerie Booth (* 9. Juli 1922 in Stourbridge; † 29. September 2022) war eine britische Mathematikerin und Informatikerin. Sie schrieb die erste Assemblersprache und entwarf den Assembler und den Autocode für die ersten Computersysteme am Birkbeck College der University of London. Sie half bei der Entwicklung von drei verschiedenen Maschinen, darunter ARC (Automatic Relay Calculator), SEC (Simple Electronic Computer) und APEXC.

## Leben
Kathleen Britten wurde in Stourbridge in England geboren. Sie erhielt 1944 einen Bachelor of Science in Mathematik von der University of London und promovierte 1950 in Angewandter Mathematik. 1950 heiratete sie ihren Kollegen Andrew Donald Booth, mit dem sie zwei Kinder hatte.

## Karriere
In den Jahren 1946 bis 1962 arbeitete Kathleen Booth am Birkbeck College. Sie reiste 1947 als wissenschaftliche Mitarbeiterin von Andrew Booth in die USA, wo sie John von Neumann in Princeton trafen. Nach ihrer Rückkehr nach Großbritannien verfassten sie gemeinsam General Considerations in the Design of an All Purpose Electronic Digital Computer, in denen sie Änderungen am ursprünglichen ARC-Redesign des ARC2 unter Verwendung einer Von-Neumann-Architektur beschrieb. Ein Teil ihres Beitrags war die ARC-Assemblersprache. Außerdem baute und wartete sie ARC-Komponenten.
Das Team von Kathleen und Andrew Booth in Birkbeck galt als die kleinste der frühen britischen Computer-Gruppen. Von 1947 bis 1953 produzierten sie drei Maschinen: ARC (Automatic Relay Computer), SEC (Simple Electronic Computer) und APEXC (All Purpose Electronic X-Ray Computer). Sie und Andrew Booth arbeiteten im selben Team. Er baute die Computer und sie programmierte sie. Dies wurde aufgrund der Gruppengröße und der begrenzten verfügbaren Mittel als bemerkenswert angesehen. Obwohl APEXC letztendlich zu der von der British Tabulating Machine Company hergestellten HEC-Serie (Hollerith Electronic Computer) führte, landete die Birkbeck-Gruppe aufgrund ihrer Größe nicht in der vordersten Reihe der britischen Computeraktivitäten.
Booth veröffentlichte regelmäßig Artikel über ihre Arbeit an den ARC- und APEXC-Systemen und war Co-Autorin am 1953 veröffentlichten Automatic Digital Calculators, was den Programmierstil Planning and Coding veranschaulichte. Zusammen mit Andrew Booth und J.C. Jennings gründete sie im Jahre 1957 am Birkbeck College die Fakultät für Informatik und Informationssysteme. 1958 unterrichtete sie dort einen Programmierkurs.
Im Jahr 1958 schrieb Booth eines der ersten Bücher zur Programmierung eines APEXC-Computers.
Von 1944 bis 1946 war sie Junior Scientific Officer beim Royal Aircraft Establishment in Farnborough. Von 1946 bis 1962 war Booth Forschungswissenschaftlerin bei der British Rubber Producer's Research Association (heute: Tun Abdul Razak Research Centre) und von 1952 bis 1962 zehn Jahre lang wissenschaftliche Mitarbeiterin und in der Lehre tätig am Birkbeck College der University of London. Später arbeitete sie von 1962 bis 1972 in Forschung und Lehre an der University of Saskatchewan in Kanada, wo sie auch außerordentliche Professorin war. An der Lakehead University in Kanada wurde sie von 1972 bis 1978 Professorin für Mathematik.
Booths Forschungen zu neuronalen Netzen führten zu erfolgreichen Programmen, die simulieren, wie Tiere Muster und Charaktere erkennen. Sie und ihr Ehemann verließen 1961 plötzlich das Birkbeck College, nachdem ihrem Ehemann trotz seiner massiven Beiträge kein Lehrstuhl übertragen worden war. Ein I.C.T. des Typs 1400 wurde an die Abteilung für numerische Automatisierung gespendet, aber tatsächlich an der London School of Hygiene and Tropical Medicine installiert.

## Bibliographie
- Andrew Donald Booth, Kathleen H.V. Britten: Principles and Progress in the Construction of High-Speed Digital Computers. In: Quart. Journ. Mech. And Applied Math. Band 2, Nr. 2, 1. September 1947, S. 182–197, doi:10.1093/qjmam/2.2.182 (Online).
- Murdoch (Hrsg.): Coding system for the APE(X)C. AU (Online).
- Andrew Booth, Kathleen Britten: Coding for A.R.C., Institute for Advanced Study. Princeton 1947.
- Andrew Booth, Kathleen Britten: General considerations in the design of an all-purpose electronic digital computer. In: Institute for Advance Study. Princeton 1947.
- Andrew Booth, Kathleen Britten: The accuracy of atomic co-ordinates derived from Fourier series in X-ray crystallography Part V. In: Proc. Roy. Soc. A 193, 1948, S. 305–310.
- Andrew Booth, Kathleen Booth: Automatic Digital Calculators. Hrsg.: Butterworth-Heinmann Academic Press. London 1953.
- Kathleen Booth: Programming for an Automatic Digital Calculator. Hrsg.: Butterworths. London 1958.